# John Talbot Hobbs

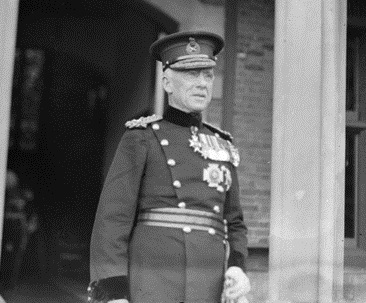
Joseph John Talbot Hobbs

Sir Joseph John Talbot Hobbs KCB, VD, KCMG (* 24. August 1864 London; † 21. April 1938 zur See) war ein australischer General britischer Herkunft, Architekt und Divisionsführer im Ersten Weltkrieg.

## Leben

### Frühe Zeit
Joseph John Talbot Hobbs war der Sohn des Tischlers Joseph Hobbs und von Frances Ann Wilson. Er besuchte die Merton School von St. Mary Church in Surrey und arbeitete danach als Architekturzeichner bei dem Bauunternehmer John Hurst, mit dem er 1887 nach Perth in Australien übersiedelte. Dort arbeitete er zunächst als Tischler, gründete aber bald ein Architekturbüro. Das Architekturbüro Talbot Hobbs wurde bald ein führendes Unternehmen in Perth.
Am 24. April 1890 heiratete er in der St. George Cathedral Hursts Tochter, Miss Edith Ann (20. November 1865 – 23. Juli 1943), der Ehe entstammten drei Söhne und vier Töchter. Ein Sieg im Wettbewerb um die Gestaltung des World-Clubs im Jahre 1891 folgten eine Reihe weiterer Aufträge für öffentliche und private Gebäude in Perth und Fremantle. 1896 wurde er der erste Vorstand des neu gegründeten West Australian Institute of Architects, dessen Präsident er von 1909 bis 1911 war. 1905 gründete er als Seniorpartner die Firma Hobbs, Smith & Forbes. Seine gebrechlich wirkende, kleine Statur täuschte gegenüber der beharrlichen Energie und seiner Aktivität, die sein ganzes Leben bestimmte. Er war privat ein begeisterter Sportler und übte sich im Fechten, Rudern, Segeln und Boxen. Als gläubiger Christ arbeitete er für die Diözese Perth der anglikanischen Kirche als Architekt und wirtschaftlicher Berater.

### Militärische Karriere
Im Jahr 1883 trat er in das freiwillige Feldartillerie-Regiment in Perth ein. Im Jahr 1903 erhielt er das Kommando über die erste (Western Australian) Feldbatterie und wurde 1908 zum Lieutenant Colonel in der Western Australian Brigade ernannt. 1913 stieg er zum Colonel auf und erhielt das Kommando der 22. Infanterie-Brigade. Hobbs militärische Ausbildung brachte ihn vier Mal (1897, 1902, 1906 und 1913) nach England, wo er weiterführende Artilleriekurse, oftmals auf eigene Kosten, finanzierte.
Mit Ausbruch des Ersten Weltkrieges im August 1914 wurde Hobbs durch General Bridges zum Divisions-Artilleriekommandeur der australischen 1st Division ernannt. 1914 wurden seine Einheit nach Ägypten eingeschifft und 1915 als Teil des ANZAC zum neuen Kriegsschauplatz nach Gallipoli gebracht. Für eine kurze Zeit von Oktober bis November 1915 vertrat Hobbs den verwundeten Brigadegeneral Walker als Kommandeur der 1st Division. Im November 1915 musste der an Ruhr erkrankte Hobbs Gallipoli verlassen. Nach seiner Erholung wurde er wieder als Artilleriekommandeur der nach Ägypten zurückgeführten 1st Division eingesetzt. Hobbs hatte dabei das Kommando über sechzehn Batterien. Im März 1916 wurde der Großverband an die Westfront verlegt, und Hobbs bewährte sich durch die Koordinierung seines Artillerieeinsatzes während der Schlacht an der Somme bei den Angriffen im Juli 1916, bei Pozieres und auf Mouquet Farm.
Der Neujahrstag 1917 brachte Hobbs die Beförderung zum Generalmajor und das Kommando der australischen 5th Division, mit der er General Elliott unterstellt war. Sein Debüt als Divisionskommandeur erfolgte am Südflügel der Schlacht von Arras, ein schlecht geführter Angriff seiner Division auf Bullecourt scheiterte. Mehr Erfolge erzielte seine Division in der Dritten Flandernschlacht, im September 1917 gelang die Eroberung des Polygon Waldes. Im April 1918 beteiligte sich die 5. Division erfolgreich bei der Abwehr deutscher Angriffe auf Villers-Bretonneux. In der Hunderttageoffensive beteiligte sich seine Truppe ab dem 8. August an der Schlacht von Amiens. Am 2. September gelang seinen Truppen die Besetzung von Peronne und anschließend der Durchbruch der Hindenburg-Linie bei Bellicourt. Am 28. November 1918 wurde er zum Generalleutnant befördert und erhielt zu Beginn des Jahres 1919 den KCMG aus der Hand König Georg V.

### Nachkriegszeit
Nach seiner Rückkehr in die Heimat und in seinem früheren Beruf beauftragte ihn die Regierung mit dem Entwurf von Kriegsdenkmälern. Hobbs entwarf unter anderen das West Australian War Memorial in Perth. Von den sechs australischen Mahnmalen an der Westfront, waren fünf, inklusive das bei Polygon, auf Hobbs Entwürfe zurückzuführen. Im April 1938 schiffte sich Hobbs mit seiner Frau und Tochter zur Enthüllung des australischen Kriegerdenkmals in Villers-Bretonneux nach Frankreich ein. Er erlitt während der Überfahrt auf See einen Herzinfarkt und starb am 21. April. Sein Körper wurde über Colombo nach Perth zurückgebracht. Das Begräbnis mit staatlichen und militärischen Ehren erfolgte am 14. Mai nach einem Gottesdienst in der St. Georgs-Kathedrale in Perth. Er hinterließ einen Nachlass im geschätzten Wert von £ 31.000, ein Denkmal ihn zu Ehren wurde 1940 auf der Esplanade in Perth enthüllt.